# Colata in sabbia

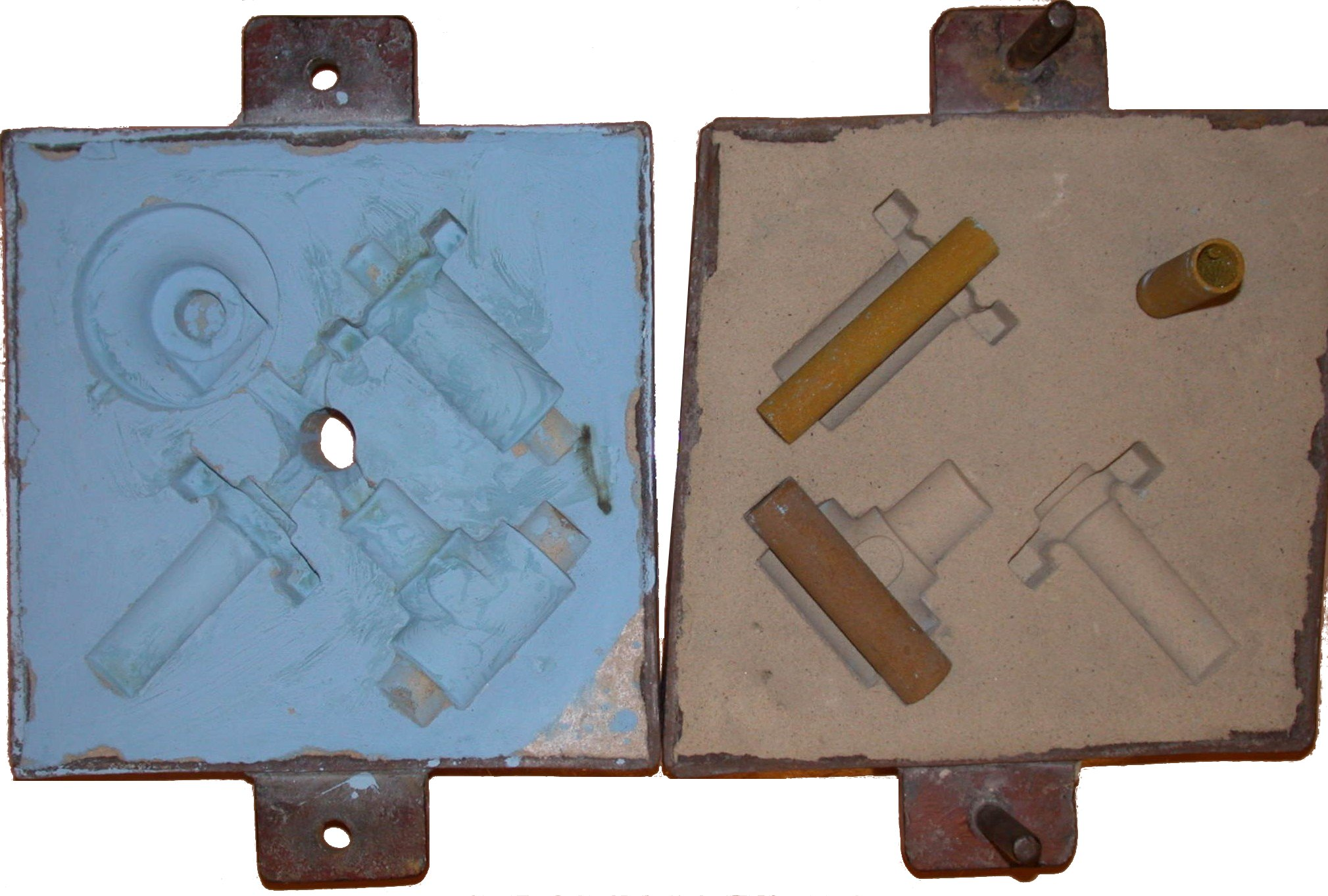
Stampo per colata in sabbia (aperto)

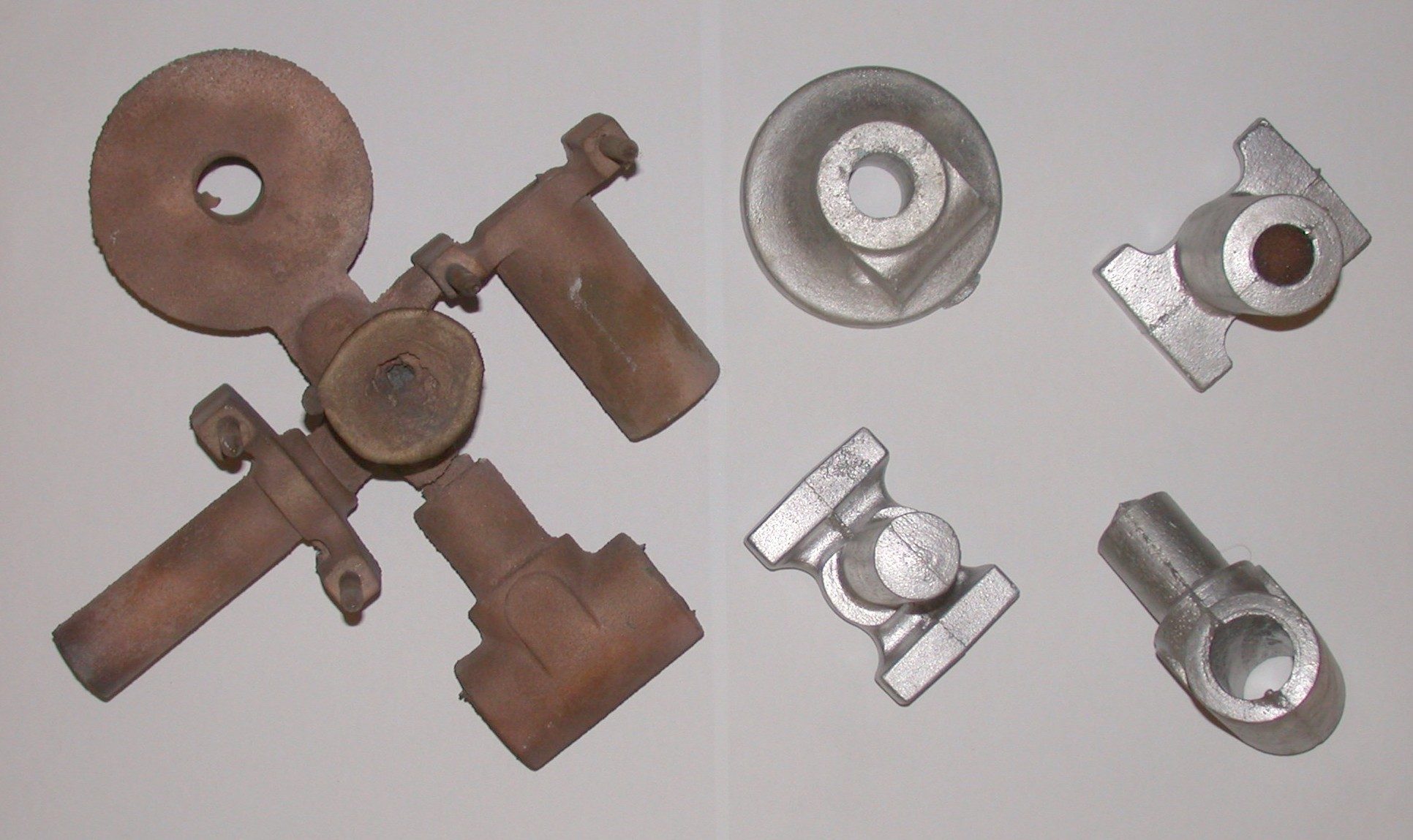
Esempio di manufatti in bronzo (a sinistra) e in alluminio (a destra) di una colata in sabbia

La colata in sabbia è un processo di produzione industriale del tipo fusione.
La prima fase consiste nella creazione di un modello di materiali vari, attorno a cui sarà costruita la forma. Solitamente, è previsto un piano di simmetria per l'apertura corretta della stessa senza danneggiare il modello. Approntata la forma, con tutte le necessarie anime e incavi per la geometria richiesta, si passa alla fase di immissione del liquido (metallo) per forza gravitazionale. Dopo la solidificazione il pezzo deve essere ripulito dalle incrostazioni e dai residui della fusione.
I prodotti della colata in sabbia sono generalmente dei semilavorati, da destinare ad ulteriori processi di produzione industriale, quali ad es. la forgiatura o la laminazione, oppure varie lavorazioni meccaniche ad asportazione di truciolo.
Le forme utilizzate per la colata definite a perdere; dopo l'uso vengono distrutte. Sono costituite in genere di materiali refrattari o di sabbie compattate.

## Microfusione
È uno dei processi in forma transitoria più utilizzato nella produzione di getti di ottima qualità e rifinitura, nonché altamente automatizzato. È la derivazione moderna dell'antico procedimento a cera persa. Vengono costruiti i modelli in cera, successivamente immessi in apposite vasche che contengono resine termoindurenti e granuli ceramici. Durante la cottura per solidificare il rivestimento esterno la cera evapora lasciando quindi libera la cavità. Quindi il getto viene colato nella forma lasciando il pezzo a solidificare. Poiché però non si basa su un ritmo fisso, il pezzo ottenuto contiene i punti che sono aperti e non si può generare un materiale che risulti omogeneo.